# Saint-Nazaire-des-Gardies
Saint-Nazaire-des-Gardies – miejscowość i gmina we Francji, w regionie Oksytania, w departamencie Gard.
Według danych na rok 1990 gminę zamieszkiwały 64 osoby, a gęstość zaludnienia wynosiła 6 osób/km² (wśród 1545 gmin Langwedocji-Roussillon Saint-Nazaire-des-Gardies plasuje się na 837. miejscu pod względem liczby ludności, natomiast pod względem powierzchni na miejscu 716.).